# Woodlawn (Prince George's County, Maryland)
Woodlawn és una concentració de població designada pel cens dels Estats Units a l'estat de Maryland. Segons el cens del 2000 tenia 6.251 habitants.

## Demografia
Segons el cens del 2000, Woodlawn tenia 6.251 habitants, 2.068 habitatges, i 1.565 famílies. La densitat de població era de 2.174,3 habitants per km².
Dels 2.068 habitatges en un 38,6% hi vivien nens de menys de 18 anys, en un 45,3% hi vivien parelles casades, en un 22,8% dones solteres, i en un 24,3% no eren unitats familiars. En el 19,5% dels habitatges hi vivien persones soles el 5,9% de les quals corresponia a persones de 65 anys o més que vivien soles. El nombre mitjà de persones vivint en cada habitatge era de 3,02 i el nombre mitjà de persones que vivien en cada família era de 3,45.
Per edats la població es repartia de la següent manera: un 29,7% tenia menys de 18 anys, un 9,2% entre 18 i 24, un 31,2% entre 25 i 44, un 22% de 45 a 60 i un 7,8% 65 anys o més.
L'edat mediana era de 33 anys. Per cada 100 dones de 18 o més anys hi havia 90,8 homes.
La renda mediana per habitatge era de 54.250 $ i la renda mediana per família de 60.392 $. Els homes tenien una renda mediana de 33.872 $ mentre que les dones 34.531 $. La renda per capita de la població era de 19.709 $. Entorn del 5,2% de les famílies i el 6,6% de la població estaven per davall del llindar de pobresa.

## Poblacions més properes
El següent diagrama mostra les poblacions més properes.